# Chāh Barf
Chāh Barf (persiska: چاه برف, چاهبَر) är en ort i Iran.   Den ligger i provinsen Qazvin, i den nordvästra delen av landet, 170 km väster om huvudstaden Teheran. Chāh Barf ligger 1 988 meter över havet och antalet invånare är 105.
Terrängen runt Chāh Barf är platt åt nordost, men åt sydväst är den kuperad.Runt Chāh Barf är det ganska tätbefolkat, med 108 invånare per kvadratkilometer. Närmaste större samhälle är Nowābād, 6,1 km väster om Chāh Barf. Trakten runt Chāh Barf består i huvudsak av gräsmarker.